# Orehovec Radobojski
Orehovec Radobojski falu Horvátországban Krapina-Zagorje megyében. Közigazgatásilag Radobojhoz tartozik.

## Fekvése
Krapinától 4 km-re délkeletre, községközpontjától 3 km-re délnyugatra fekszik.

## Története
1857-ben 129, 1910-ben 252 lakosa volt. A falu Trianonig Varasd vármegye Krapinai járásához tartozott. 
2001-ben 300 lakosa volt.

## Külső hivatkozások
Radoboj község hivatalos oldala